# Отвъд моста
„Отвъд моста“ (на испански: Más allá del puente) е мексиканска теленовела от 1993 г., създадена от Рене Муньос, режисирана от Мигел Корсега и Моника Мигел, и продуцирана от Карла Естрада за Телевиса. Продължение е на теленовелата С лице към Слънцето от 1992 г.
В главните роли са Мария Сорте и Алфредо Адаме, а в отрицателните – Лилия Арагон, Фелисия Меркадо и Сусана Александер. Специално участие вземат Анхелика Арагон, Арселия Рамирес, Амаирани и първата актриса Кати Хурадо.

## Сюжет
Алисия Сандовал и Едуардо Фуентес са щастливо женени и са в очакване на първото си дете. Офелия, майката на Едуардо, иска да отмъсти на Алисия, затова че ѝ е отнела сина. Каролина и Луис Енрике са лудо влюбени, готови са да се оженят веднага, след като завършат училище. Чоле също е щастлива от брака на дъщеря си Лупита с Хасинто, и с нетърпение очаква да вземе в прегръдките си детето на Алисия.
Офелия, решена да раздели Алисия и Едуардо, организира заговор с Леонор, лекарката на Алисия, за да накарат Едуардо да повярва, че детето на Алисия не е от него.

## Актьори
Част от актьорския състав:
- Мария Сорте – Алисия Рафаела Сандовал Гатика
- Алфредо Адаме – Едуардо Фуентес Виялба
- Лилия Арагон – Офелия Виялба вдовица де Фуентес
- Анхелика Арагон – Соледад „Чоле“ Буенростро
- Арселия Рамирес – Каролина Мендес Сандовал
- Кати Хурадо – Илуминада
- Амаирани – Лупита Буенростро
- Едуардо Сантамарина – Луис Енрике Бермудес
- Фелисия Меркадо – Сара
- Фернандо Колунга – Валерио Рохас
- Патрисия Навидад – Росалия
- Хосе Карлос Руис – Анхел
- Ромина Кастро – Тина
- Ерик дел Кастийо – Даниел Сантана
- Сусана Александер – Леонор Ривас
- Мигел Корсега – Ернан
- Моника Мигел – Амаранта
- Рене Муньос – Кихано
- Ана Берта Еспин – Росаура Ресендис
- Томас Горос – Еулохио Передо
- Одисео Бичир – Тилико
- Артуро Лорка – Томас
- Иран Кастийо – Иран
- Мару Дуеняс – Кармелита

## Премиера
Премиерата на Отвъд моста е на 8 ноември 1993 г. по Canal de las Estrellas. Последният 100. епизод е излъчен на 25 март 1994 г.

## Награди и номинации
Награди TVyNovelas (Мексико) 1994
| Категория                | Номиниран(а)        | Резултат   |
| ------------------------ | ------------------- | ---------- |
| Най-добра млада актриса  | Арселия Рамирес     | Номинирана |
| Най-добър млад актьор    | Едуардо Сантамарина | Номиниран  |
| Най-добро мъжко откритие | Фернандо Колунга    | Номиниран  |

Награди ACE 1995
| Категория                           | Номинация   | Резултат |
| ----------------------------------- | ----------- | -------- |
| Най-добра актриса в поддържаща роля | Кати Хурадо | Печели   |